# 沼澤區
沼澤區（英語：The Fens）是英格蘭東部一個地勢低窪的沼澤地區，位於華許灣西部與西南部，面積大約3,900平方公里。

沼澤區地圖

沼澤區是韋蘭河、奈恩河與大烏茲河的下游地帶，在行政上橫跨林肯郡、劍橋郡、諾福克郡三郡。沼澤區內的城鎮包含波士頓、斯波爾丁、維斯貝希、金斯林、道納姆市場等。

## 另見
- 峰區
- 湖區